# تشاك هاتشيسون
تشاك هاتشيسون (بالإنجليزية: Chuck Hutchison)‏ هو لاعب كرة قدم أمريكية أمريكي، ولد في 17 نوفمبر 1948 في كانتون في الولايات المتحدة.

## وصلات خارجية
- تشاك هاتشيسون على موقع مرجع كرة القدم المحترفة.كوم (الإنجليزية)
- تشاك هاتشيسون على موقع JustSportsStats.com (الإنجليزية)